# 大阪羽毛球國際挑戰賽
大阪羽毛球國際挑戰賽（Osaka International Challenge）是從2007年開始每年在日本大阪府舉行的羽毛球比賽，是世界羽聯國際挑戰賽（International Challenge）的其中一站。2023年，主辦方大阪府羽毛球協會宣布因為資金不足，2024年起不再舉辦大阪國際挑戰賽。

## 賽事資訊

### 主辦單位
本賽事為得到羽毛球世界聯合會（BWF）承認的國際賽事，由日本羽毛球協會（日本バドミントン協会(NBA)）及大阪府羽毛球協會（大阪府バドミントン協会）主辦；並得到大阪府、大阪教育委員会及大阪体育協会支持。

### 主贊助商
- 尤尼克斯有限公司（YONEX）[2]

### 舉辦地點
- 守口市民体育館（大阪府守口市河原町）[2]

## 歷屆優勝者
| 屆份          | 年份          | 賽事級別      | 男子單打                   | 女子單打                   | 男子雙打                   | 女子雙打                   | 混合雙打                           |
| ------------- | ------------- | ------------- | -------------------------- | -------------------------- | -------------------------- | -------------------------- | ---------------------------------- |
| 1             | 2007年        | 國際挑戰賽    | 佐佐木翔                   | 廣瀨榮理子                 | 韓相訓 曹建雨              | 赤尾亞希 松田友美          | 舛田圭太 前田美順                  |
| 2             | 2008年        | 國際挑戰賽    | 佐伯浩一                   | 樽野惠                     | 權利九 高成炫              | 小椋久美子 潮田玲子        | 權利九 河貞恩                      |
| 3             | 2009年        | 國際挑戰賽    | 李喆鎬                     | 後藤愛                     | 廣部好輝 小宮山元          | 松友美佐紀 高橋禮華        | 謝裕興 簡毓瑾                      |
| 4             | 2010年        | 國際挑戰賽    | 佐佐木翔                   | 王榮                       | 橋本博且 平田典靖          | 藤井瑞希 垣岩令佳          | 早川賢一 松尾靜香                  |
| 5             | 2011年        | 國際挑戰賽    | 園田啟悟                   | 三谷美菜津                 | 黒瀨尊敏 園田啟悟          | 市丸美里 田中志穗          | 嘉村健士 米元小春                  |
| 6             | 2012年        | 國際挑戰賽    | 坂井一將                   | 高橋沙也加                 | 嘉村健士 園田啟悟          | 江藤理惠 脇田侑            | 里基·维迪安托 普斯皮达·里奇·蒂莉   |
| 7             | 2013年        | 國際挑戰賽    | 古財和輝                   | 今別府香里                 | 數野健太 山田和司          | 江藤理惠 脇田侑            | 卢基·阿普里·努格洛侯 安妮萨·绍菲卡 |
| 8             | 2014年        | 國際挑戰賽    | 伍家朗                     | 橋本由衣                   | 數野健太 山田和司          | 松尾靜香 內藤真實          | 穆罕默德·雷扎 维塔·玛丽莎          |
| 9             | 2015年        | 國際挑戰賽    | 全奕陳                     | 高橋沙也加                 | 數野健太 山田和司          | 陈清晨 贾一凡              | 金德永 嚴惠媛                      |
| 2016年        | 2016年        | 2016年        | 沒有舉辦                   | 沒有舉辦                   | 沒有舉辦                   | 沒有舉辦                   | 沒有舉辦                           |
| 10            | 2017年        | 國際挑戰賽    | 五十嵐優                   | 高橋沙也加                 | 王斯杰 诸葛露凯            | 金昭映 柳海媛              | 王斯杰 倪博文                      |
| 11            | 2018年        | 國際挑戰賽    | 五十嵐優                   | 峰步美                     | 橋本博且 佐伯祐行          | 福万尚子 與猶胡桃          | 金元昊 李幽琳                      |
| 12            | 2019年        | 國際挑戰賽    | 渡邊航貴                   | 川上紗惠奈                 | 高成炫 申白喆              | 保原彩夏 曽根夏姫          | 金元昊 鄭那銀                      |
| 2020年-2022年 | 2020年-2022年 | 2020年-2022年 | 因2019年冠狀病毒病疫情取消 | 因2019年冠狀病毒病疫情取消 | 因2019年冠狀病毒病疫情取消 | 因2019年冠狀病毒病疫情取消 | 因2019年冠狀病毒病疫情取消         |
| 13            | 2023年        | 國際挑戰賽    | 田中湧士                   | 齋藤栞                     | 綠川大輝 山下恭平          | 李幽琳 申昇瓚              | Wang Chan 申昇瓚                   |
| 2024年        | 2024年        | 2024年        | 取消舉辦                   | 取消舉辦                   | 取消舉辦                   | 取消舉辦                   | 取消舉辦                           |

## 外部連結
- 大阪府羽毛球協會官方網站 （页面存档备份，存于） （日語）